# Alberto Santos-Dumont
Alberto Santos-Dumont (n. 20 iulie 1873 – d. 23 iulie 1932) a fost unul dintre pionierii aeronauticii. S-a născut, a crescut și a decedat în Brazilia. Contribuțiile sale în aeronautică provin din perioada în care locuia în Paris, Franța.
Santos-Dumont a proiectat, construit și testat primul balon dirijabil. Astfel, el a devenit prima persoană care a demonstrat faptul că zborul controlat este realizabil. Această "cucerire a aerului", în special prin câștigarea titlului Deutsch de la Meurthe în data de 19 octombrie 1901 prin înconjurarea turnului Eiffel, l-a ridicat la statutul de Cea mai recunoscută persoană din lume la începutul anilor 1900.
Completând munca sa de pionierat în domeniul aviației, Santos a făcut primul zbor public cu un avion în octombrie 1906 la Paris. Avionul proiectat 14-bis sau Oiseau de proie (ro. "pasăre de pradă") , este considerat primul avion care a decolat, a zburat și a aterizat fără a fi necesară intervenția altor echipamente exterioare avionului. Așadar, Santos este considerat inventatorul avionului, iar în țara sa, Brazilia, este numit "Părintele aviației".

## Biografie
Santos-Dumont s-a născut în Fazenda Cabangu, o ferma în orașul brazilian Palmira, astăzi cunoscut sub numele Santos Dumont, redenumirea orașului fiind dată în onoarea sa. A fost al șaselea din cei 8 copii ai familiei Dumont, și a crescut pe o plantație de cafea deținuta de parinții săi, în statul São Paulo. Tatăl său, francez de origine, a fost inginer, și a avut întotdeauna tendința de a folosi ultimele invenții, care ușurau munca fizică. Cu ajutorul acestor inveții de ultimă oră Dumont-tatăl a acumulat o avere uriașă, și a devenit cunoscut pe teritoriile Braziliei drept "Regele cafelei din Brazilia."
El a fost pasionat de mașini, și încă de la o vârstă fragedă, a învațat să conducă un tractor cu aburi și locomotive utilizate pe plantația părinților săi. De asemenea, el era un mare fan al lui Jules Verne și citise deja toate cărțile sale pana la vârsta de 10 ani. Santos a scris în autobiografia sa că visul de a zbura s-a născut în momentul în care contempla magnificul cer al Braziliei, în lungile și însoritele după-amiezi pentrecute pe plantația părinților săi.
Potrivit obiceiului familiilor prospere ale timpului, după terminarea cursurilor primare private , tânarul Alberto a fost trimis într-un oraș mai mare pentru a-și continua studiile. A studiat o perioadă la "Colégio Culto à Ciência"(ro. "Colegiul culturii și științei"), în Campinas.
În 1891, tatăl lui Alberto a avut un accident în timp ce inspecta niște mașinării. După un timp, s-a hotărât să vândă plantația și să se mute în Europa cu soția sa și copiii cei mici. La vârsta de 17 ani, Santos a părăsit școala "Escola de Minas" pentru a se duce la Paris. Primul lucru pe care l-a făcut când a ajuns în capitala Franței, a fost să își cumpere un automobil.Mai târziu, a urmat cursuri de fizică, chimie, mecanică și electricitate fiind ajutat în particular de un profesor.

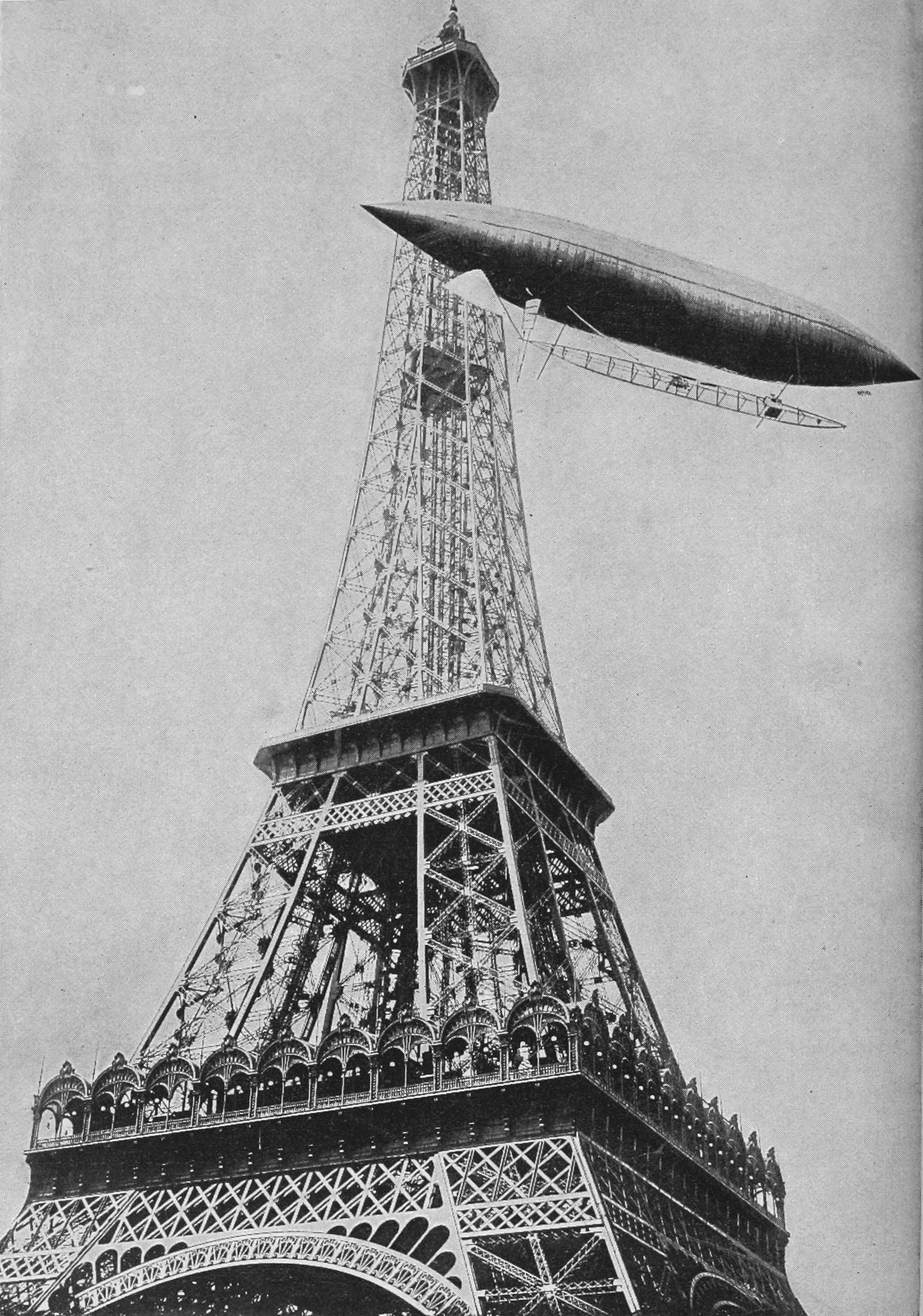
Santos-Dumont înconjurând Turnul Eiffel pentru a câștiga premiul Deutsch Prize. Photo courtesy of the Smithsonian Institution (SI Neg. No. 85-3941)

## Baloane și dirijabile
Santos-Dumont se considera ca fiind primul sportiv al aerului. Pentru a învăța cum să piloteze un balon, inițial a angajat un pilot profesionist. A învățat foarte rapid cum se pilotează un balon apoi, la scurt timp, chiar a început sa proiecteze primele sale modele de baloane. În 1898, Santos-Dumont a pilotat pentru prima dată propriul model de balon numit Brésil.
După numeroase zboruri cu balonul, Alberto și-a întors atenția asupra baloanelor dirijate (sau "dirijabile" = un tip de balon care mai degrabă înaintează prin curenții de aer decât să se lase purtat de aceștia). Între 1898 și 1905, a construit și a pilotat 11 dirijabile. Dirijabilul cu care Santos a înconjurat turnul Eiffel a fost Dirijabilul Nr. 6. În data de 8 august 1901, în timpul uneia dintre încercările de a înconjura turnul Eiffel, dirijabilul a pierdut hidrogen iar Santos-Dumont nu l-a mai putut controla, oprindu-se pe acoperișul Hotelului Trocadero. O explozie nemaipomenită s-a auzit însă în mod miraculos, Alberto a trăit. Competiția pentru titlul "Deutsch de la Meurthe" a avut următoarele reguli: Piloții trebuiau să zboare de la parcul Saint Cloud până la turnul Eiffel și înapoi în mai puțin de 30 de minute, de asemenea trebuiau să mențină o viteza medie de cel puțin 22 km/h și să acopere o distanță de aproximativ 11 km în timpul alocat.
Caracteristicile unice ale proiectelor lui Santos-Dumont l-au făcut celebru atât în Europa cât și în lumea întreaga. Câștigând diverse competiții, el a devenit milionar în acest mod intrând în contact cu diverse clase sociale precum regalitatea. În 1904, Dumont a fost invitat la Casa Albă pentru a se întâlni cu președintele Statelor Unite ale Americii, Theodore Roosevelt.

## Aeronave „grele”
Deși Santos-Dumont a continuat studiul dirijabilelor, principalul său interes a devenit studiul aeronavelor „mai grele decât aerul”. Până în 1905 el a terminat proiectul primei aeronave, dar și un elicopter. Într-un final a reușit să-și atingă scopul, zborul cu o aeronava "grea", în data de 23 octombrie 1906, când a pilotat avionul 14-bis în fața unei mulțimi de spectatori, pe o distanță de 60 de metri la o înălțime de 2 sau 3 metri. Acest eveniment înscris în documente, a fost considerat de către Aeroclubul Francez, primul zbor , și prima demonstrație publică din lume, demonstrând spectatorilor că o aeronavă mai grea decât aerul, poate decola fără ajutorul altor surse de energie din exterior. Cu această realizare, el a câștigat premiul "Archdeacon" propus de francezul Ernest Archdeacon în iulie 1906, urmând a se înmâna primului aviator care va zbura pe o distanță mai mare de 25 m. În data de 12 noiembrie 1906, Santos-Dumont a înregistrat primul record aviatic zburând 220 de metri în mai puțin de 22 secunde.
Un alt domeniu care s-a bucurat de numeroase contribuții ale aviatorului Santos-Dumont a fost cel al controlului aviației. Un lucru care necesită a fi menționat este punerea în folosință a eleroanelor pe aripa superioară. Deși eleroanele au mai fost folosite la planoare, Dumont a fost cel care le-a introdus în tehnologia construcției de avioane.
Ultimul proiect al lui Santos a fost monoplanul numit Demoiselle (începând cu varianta nr. 19, până la nr. 22). Acest monoplan a fost proiectat strict pentru uzul personal, însă mai târziu i-a lăsat de bunăvoie și pe alții să-i folosească invenția. Fuselajul era construit din fibră de bambus îngroșată, iar pilotul se așeza între roțile principale ale trenului de aterizare.

## Decesul
Alberto Santos-Dumont — grav bolnav, și în plina fază de depresie datorata sclerozei sale multiple la care se adauga vestea utilizării avionului în război — se crede ca s-ar fi sinucis prin spânzurare în Guarujá din São Paulo, în data de 23 iulie 1932. A fost înmormântat în cimitirul Cemitério São João Batista din Rio de Janeiro. În întreaga lume există foarte multe monumente ce comemorează munca sa, iar casa sa din Petropolis, Brazilia este acum un muzeu. Nu a fost niciodată căsătorit și nici nu se știe să fi avut vreun copil.